# Pedaliodes vallenata
Pedaliodes vallenata är en fjärilsart som beskrevs av Adams och Bernard 1979. Pedaliodes vallenata ingår i släktet Pedaliodes och familjen praktfjärilar. Inga underarter finns listade i Catalogue of Life.